# Betty Trompetter

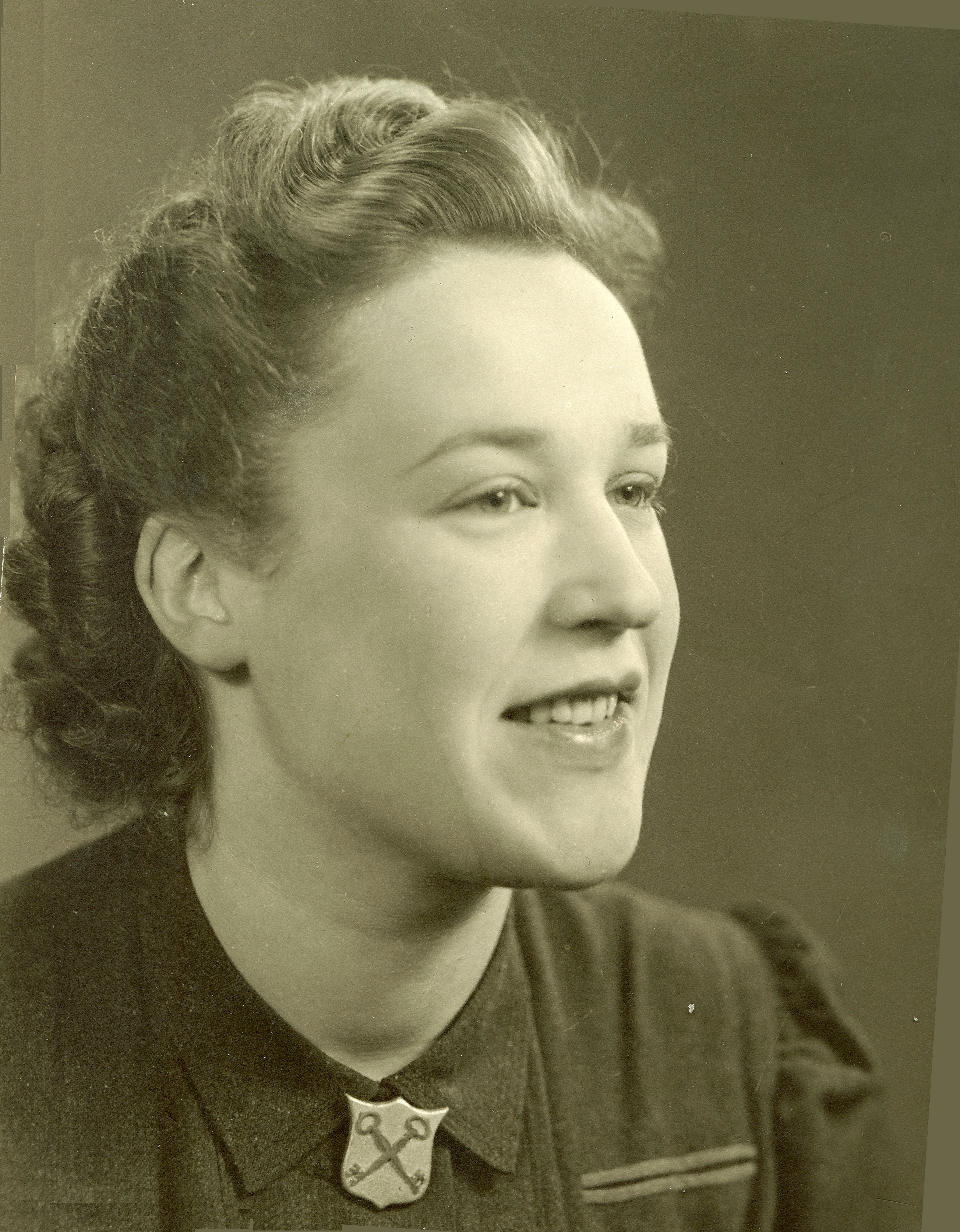
Betty Trompetter, 1938

Betsij „Betty“ Henriëtte Trompetter (* 27. Februar 1917 in Hoogeveen; † 23. April 2003 in Voorburg) war eine jüdische niederländische Widerstandskämpferin während des Zweiten Weltkriegs.

## Leben
Betty Trompetter war die Tochter des Geschäftsmanns David Joël Trompetter (1874–1942) und von Roselina van Wijnbergen (1887–1942) und wuchs mit ihrer jüngeren Schwester Hendrika „Henny“ (1919–2010) und ihren Brüdern Joël (1922–1944) und Bram (1927–1945) in Hoogeveen auf. Ihr Vater führte in der Stadt gemeinsam mit seinem Bruder Herman eine Schneiderei, einen Nähmaschinengroßhandel und ein Geschäft für Herren-, Damen- und Kinderbekleidung und war Schatzmeister der Israelitischen Gemeinde und Vorstandsmitglied der Nederlandsche Middenstandsbank NV. Nach Abschluss der Hogereburgerschool (HBS) absolvierte Betty Trompetter von 1935 bis 1937 eine Ausbildung zur Kinderbetreuerin und arbeitete anschließend in einem Kinderheim am Wingerdweg in Amsterdam-Noord, wo sie ein Zimmer in der Van Baerlestraat und später in der Viottastraat bewohnte. Danach arbeitete sie in einer jüdischen Kinderkolonie zur Betreuung von Stadtkindern und geflüchteten deutschen jüdischen Kindern in den Wäldern bei Hilversum, das 1939 schließen musste.

### Leben im Widerstand
Als ihre Eltern und Brüder während des Zweiten Weltkriegs und der Besetzung der Niederlande in der Nacht vom 2. auf den 3. Oktober 1942 in Hoogeveen verhaftet wurden, lebte Betty Trompetter in Bussum. Sie konnte Ende Oktober mit Hilfe von Freunden untertauchen und sich in einer kleinen Pension im Dorf Ugchelen in der Veluwe in der Provinz Gelderland verstecken. Einer ihrer Mitbewohner war der vor dem deutschen Arbeitseinsatz untergetauchte Albert van der Harst aus Rijswijk, den sie später heiratete. Da sich Betty Trompetter in der Pension nicht sicher fühlte, wandte sie sich an die Landelijke Organisatie voor Hulp aan Onderduikers (LO), eine niederländische Widerstandsbewegung, die zwischen Mitte 1942 und Mai 1945 untergetauchte Menschen unterstützte. Johannes Post aus Nieuwlande bei Hoogeveen, der für die LO arbeitete, fand für sie im März 1943 ein neues Versteck in Rijnsburg, wo sie anfänglich einen Personalausweis auf den Namen „Christina Cornelia ‚Tineke‘ de Hoog“ benutzte.
Sie begann unter dem Namen „Hillegonda ‚Gonnie‘ Annetta Alida van der Laan“ aus Oud-Beijerland für den niederländischen Widerstand zu arbeiten, übernahm Kurierdienste für Johannes Post und ersetzte damit Celina „Lien“ Johanna Kuijper, die im Juli 1943 verhaftet und im August im KZ Auschwitz ermordet worden war. Sie reiste durch das ganze Land, tauschte Informationen aus und transportierte Lebensmittelkarten, gefälschte Ausweise und Waffen. Sie war zunächst hauptsächlich in den nördlichen Niederlanden tätig, doch nachdem sie im Zug von Hoogeveen nach Groningen einen ehemaligen Mitschüler von der HBS in SS-Uniform gesehen hatte, arbeitete sie aus Angst vor Enttarnung im Westen des Landes, hauptsächlich als persönliche Kurierin und Assistentin von Johannes Post. Offiziell wohnte sie im „Waterstaatshuis“ des Wasserwirtschaftsbeamten W.E. Coumou im Norden von Amsterdam. Sie engagierte sich zusammen mit Johannes Post in der LO, bei der christlichen Widerstandszeitschrift Trouw und dem landesweit organisierten bewaffneten Widerstand Landelijke Knokploegen (LKP).

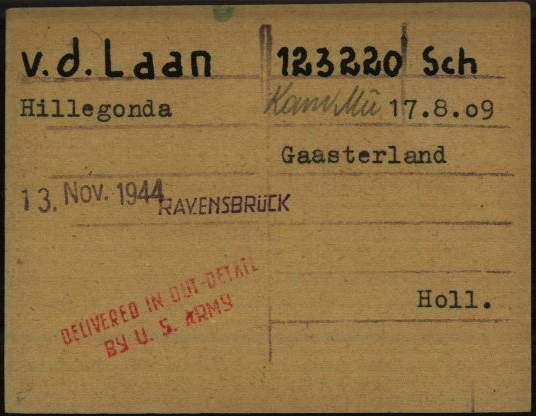
Registrierungskarte von Betty Trompetter, a.k.a. Hillegonda v.d. Laan, als Häftling im KZ Dachau

Nach einem gescheiterten Befreiungsversuch von Mitgliedern der Widerstandsbewegung aus dem Amsterdamer „Huis van Bewaring“ am Kleine-Gartmanplantsoen 14 am 15. Juli 1944 wurden Mitglieder von Posts Gruppe verhaftet, so auch Betty Trompetter. Sie wurde in der Kinkerstraat in der Nacht vom 15. Juli 1944 durch Willy Lages, Leiter des Sicherheitsdienstes in Amsterdam, festgenommen und im Internierungslager am Amstelveenseweg eingesperrt. Post wurde wenig später auf der Straße vor demselben Haus festgenommen und am 16. Juli 1944 gemeinsam mit vierzehn weiteren Widerstandskämpfern in den Dünen bei Overveen erschossen. Betty Trompetters jüdische Identität blieb unentdeckt und sie wurde unter ihrem Decknamen „Hillegonda van der Laan“ als politische Gefangene am 26. Juli 1944 in das KZ Herzogenbusch gebracht und Anfang September in das KZ Ravensbrück deportiert, wo sie als Pflasterin im Straßenbau arbeitete, bis sie Mitte Oktober zusammen mit fünfhundert weiteren Gefangenen aus dem überbelegten Ravensbrück in das KZ-Außenlager München der Agfa Kamerawerke, einer Außenstelle des KZ Dachau verlegt wurde. Dort leistete sie Zwangsarbeit im Agfa Camerawerk München, in der während des Krieges Granaten- und Raketenzünder hergestellt wurden. Am 30. April 1945 befreiten amerikanische Truppen das Lager.
Außer Betty Trompetter überlebte nur ihre Schwester Henny. Sie lebte nach ihrer Heirat 1942 mit einem tschechischen Musiker bei ihren Schwiegereltern in Amsterdam, wo sie verhaftet und über das Durchgangslager Westerbork in das KZ Theresienstadt deportiert wurde. Nach weiteren Konzentrationslagern wurde sie in Kratzau, einem KZ-Außenlager des KZ Groß-Rosen befreit und wanderte nach dem Krieg in die USA aus. Die anderen Familienmitglieder wurden Opfer des Holocaust in den Niederlanden. Die Eltern und die Brüder Joël und Bram wurden im Oktober 1942 in das Durchgangslager Westerbork und danach in das KZ Auschwitz deportiert. Die Eltern wurden am 5. November 1942 kurz nach ihrer Ankunft im KZ Auschwitz vergast, Joël starb am 17. März 1944 nach sechzehnmonatiger Zwangsarbeit im KZ Auschwitz, Bram am 21. Januar 1945 auf dem Todesmarsch vom KZ Blechhammer zum KZ Groß-Rosen.

### Leben nach dem Krieg
Betty Trompetter gelangte mit dem Zug über Paris nach Den Haag und von dort zu Fuß zum Elternhaus von Albert van der Harst (1916–2014) in Rijswijk. Sie heiratete ihn am 12. Oktober 1945 und Ende November zog das Paar in ein Haus in der Ieplaan, wo 1952 ihre Tochter Henny geboren wurde. Von 1950 bis 1977 war Betty Trompetter Vorstandsmitglied des Bezirksvorstands Den Haag der „Stichting 1940–1945“, einer niederländischen Stiftung für Opfer des Zweiten Weltkriegs, und von Juli 1977 bis Dezember 1978 Vorstandsmitglied des Bezirksvorstands Südholland. Von 1991 bis 2000 war sie Vorstandsmitglied der „Stichting Vrouwen Comité Dachau“, eines niederländischen Verbands ehemaliger politischer Gefangenen im KZ Dachau. Einige Jahre nach der Pensionierung ihres Mannes zog sie mit ihm in eine Wohnung in einem Seniorenzentrum in Rijswijk und wurde von ihm versorgt, nachdem sie an einer Muskelerkrankung erkrankt war. Sie starb im März 2003 in einem Krankenhaus in Leidschendam-Voorburg.

## Auszeichnungen und Gedenken
- Ehrenmedaille der „Stichting 1940–1945“
- In Coevorden wurde die „Betsy Trompetterstraat“ nach ihr benannt.
- Im 1948 bei Kampen veröffentlichtem Buch „De levensroman van Johannes Post“ von Anne de Vries wird sie unter dem Namen „Tineke van der Laan“ beschrieben.[2]